# Корнилов, Владимир Николаевич
Владимир Николаевич Корнилов (29 июня 1928, Днепропетровск — 8 января 2002, Москва) — советский российский поэт, писатель и литературный критик.

## Биография
Родился в семье инженеров-строителей.
С началом войны был эвакуирован в Новокузнецк (Сибирь), затем переехал в Москву. В 1945—1950 учился в Литературном институте, откуда трижды исключался за прогулы и «идейно порочные стихи».
Первые стихи Корнилова были опубликованы в 1953 году. Однако с тех пор его произведения пропускались в печать нечасто, и лишь с внесёнными цензурой исправлениями. В 1957 году был рассыпан набор уже свёрстанного сборника стихов «Повестка из военкомата».
Тем не менее, в 1964 году в издательстве «Советский писатель» была напечатана его первая книга стихов «Пристань». В 1965 году В. Н. Корнилов написал свою первую повесть «Без рук, без ног» и по рекомендации А. А. Ахматовой был принят в Союз писателей СССР.
В 1966 году выступил в поддержку Юлия Даниэля и Андрея Синявского.
Повесть «Девочки и дамочки», написанную в октябре 1968 года, — автор долго пытался опубликовать в Советском Союзе. Спустя около 20 лет, в годы перестройки, она была опубликована в СССР огромными тиражами, в том числе издательством ЦК ВЛКСМ «Молодая гвардия» в серии «Библиотека юношества» .
В 1974 году начал публиковать свои повести на Западе. С 1975 года В. Н. Корнилов стал членом французского Пен-клуба (принят по рекомендации Г. Бёлля) и советской секции «Международной амнистии». В 1976 году  опубликовал на Западе своё третье и самое крупное прозаическое произведение — роман «Демобилизация». Корнилов подписал письмо «главам государств и правительств» с просьбой защитить академика Андрея Сахарова.
Поддержка диссидентов, публикации в самиздате и в зарубежных изданиях вызвали недовольство Советской власти. В марте 1977 его исключают из Союза писателей СССР. Книги были изъяты из библиотек и продажи в 1979 году.
Вновь начал издаваться в СССР с 1986 года, в 1988 восстановлен в Союзе писателей СССР.
В 90-е годы поэт тоже живо откликался на проблемы России. Так, в 2000 году он написал стихотворение «Попытка гимна» — своеобразный отклик на события, связанные с утверждением гимна России на музыку гимна СССР.
Скончался на 74-м году жизни от опухоли костей 8 января 2002 года. Похоронен на Николо-Архангельском кладбище.

## Творческая манера
Стихи Корнилова проникнуты болью за родную страну, тем не менее поэт пытается философски осмыслить явления окружающей его жизни. Когда во время перестройки стихи Корнилова стали публиковаться чаще, вышло одно из самых проникновенных его стихотворений, в котором он рассуждает о внезапно дарованной людям свободе:

Не готов я к свободе —
По своей ли вине?
Ведь свободы в заводе
Не бывало при мне.
<…>
Океаны тут пота,
Гималаи труда!
Да она ж несвободы
Тяжелее куда.
Я ведь ждал её тоже
Столько долгих годов,
Ждал до боли, до дрожи,
А пришла — не готов.
(«Свобода», 1987)

Вольфганг Казак в своём «Лексиконе русской литературы XX века» отмечал:

Стихи Корнилова можно сравнить с письмами к самому себе. То, что он говорит в них о детстве, о временах военной службы, о любви и искусстве, исполнено высокого чувства ответственности перед жизнью, обнаруживает серьёзность поисков смысла бытия. Соответственно с этим Корнилов ограничивает себя, говоря только о существенном, пишет скупо и конкретно; он любит аллитерации и звучный стих, тщательно избегая всего лишнего.

В то же время поэзия Корнилова встречала резкую критику, обвинения в неграмотности языка и примитивности содержания.

## Сочинения
- Собрание сочинений в двух томах, 2004

### Стихи
- Пристань. Стихи, М., Советский писатель, 1964
- Возраст. Стихи, М., Советский писатель, 1967
- Музыка для себя. М., Правда, 1988
- Надежда, М., Советский писатель, 1988
- Польза впечатлений, М., Современник 1989
- Избранное, М., Советский писатель, 1991
- Суета сует. М., 1999

### Проза
- Сказать не желаю. — М., Политиздат, 1973 (повесть о революционере Викторе Обнорском)
- Девочки и дамочки // «Грани», № 94, 1974 (повесть о рытье окопов в 1941 году под Москвой мобилизованными женщинами)
- Без рук, без ног // «Континент», № 1, 1974 и № 2, 1975 (герой повести, подросток, видит жизнь вскоре после окончания войны)
- Демобилизация, Frankfurt/M., Посев, 1976 (роман изображает жизнь московской интеллигенции в середине 50-х гг.)
- «Каменщик, каменщик…», Frankfurt/M., 1980 (роман охватывает временной отрезок от начала века до брежневской поры; в центре его — человек, ушедший во внутреннюю эмиграцию)
- Демобилизация. — М., Московский рабочий, 1990.

### Критика
- Покуда над стихами плачут… Книга о русской лирике, М., 1997 («Моя задача не только рассказать о русской поэзии и русских поэтах, но прежде всего пробудить любовь к стихам»)